# Сарти, Джулиано
Джулиано Сарти (итал. Giuliano Sarti; 2 октября 1933 — 5 июня 2017) — итальянский футболист, вратарь. Один из лучших вратарей Италии всех времён. Наиболее известен по выступлениям за «Фиорентину» и «Интернационале», в составе которых он завоевал несколько внутренних и международных трофеев. За сборную Италии провёл 8 матчей. По опросу МФФИИС занимает 43 место среди лучших вратарей Европы XX века.

## Карьера

### Клубная карьера
Родился 2 октября 1933 года. Первыми клубами вратаря были «Сентезе» и «Бонденезе». В 1954 году он перешёл в «Фиорентину». Сарти сразу стал игроком основного состава, несмотря на конкуренцию со стороны Леонардо Костальолы, а затем Энрико Альбертози. За 9 лет в составе клуба Джулиано выиграл Серию А, Кубок Италии и Кубок европейских чемпионов.
В 1963 году Сарти был куплен «Интернационале», где к нему пришла настоящая слава. Он был частью команды, которую называли «Grande Inter». Ею руководил Эленио Эррера. «Интер» играл по тактике «катеначчо». Сарти образовал хорошее взаимодействие с центральными защитниками «нерадзурри» Тарчизио Бурньичем, Джачинто Факкети и либеро Армандо Пикки. В середине 1960-х годов «Интер» дважды выигрывал Кубок европейских чемпионов и Межконтинентальный кубок. В 1968 году Джулиано перешёл в «Ювентус», вскоре завершил карьеру игрока
.

## Достижения
- Чемпион Италии: 1956, 1965, 1966
- Обладатель Кубка Италии: 1961
- Обладатель Кубка кубков: 1961
- Обладатель Кубка чемпионов: 1964, 1965
- Обладатель Межконтинентального кубка: 1964, 1965